# Трофейная комиссия
Трофейная комиссия — неофициальное название двух военно-исторических комиссий, существовавших в 1911—1919 годах и объединённых в 1917 году.

## Комиссия по описанию боевых трофеев русского воинства и старых знамён
Комиссия образована 5 мая 1911 года при Военно-походной канцелярии Его Императорского Величества. Основной задачей комиссии являлось описание боевых трофеев, материалов, захваченных неприятельских и отечественных исторических знамён и знаков отличия, подвигов русских солдат за всё время существования русской армии. Руководителем комиссии был назначен полковник В. К. Шенк.
До Первой мировой войны Комиссия успела провести значительную работу по выявлению и описанию трофеев, хранящихся в различных музеях, военных соборах, архивах и библиотеках Российской империи.
С началом Первой мировой войны Трофейная комиссия значительно расширила свою деятельность. Задачи Комиссии были сформулированы в «Программе работ»:

1. Трофеи, взятые частью: описание знамён, орудий, пулемётов, миномётов, летательных аппаратов, крепостей, городов и т. д. (если есть, то и фотографические снимки с этих трофеев).
2. Подвиги части и её чинов, связанные со взятием трофеев, и выдающиеся подвиги (наброски подвигов), фотографии полей сражений и позиций и т. д., копии с донесений и реляций.
3. Сведения о героях — георгиевских кавалерах вообще: а) о гг. офицерах, имеющих орден св. Георгия или Георгиевское оружие; б) о нижних чинах, имеющих все четыре степени Георгиевского креста, а равно представленных к 1-й степени или же совершивших особо выдающиеся подвиги (портреты героев, а если возможно, то и наброски их подвигов или схемы).
4. Памятники на братских могилах и на могилах отдельных чинов.

Такие типовые программы были разосланы во все воинские части, управления и учреждения, с просьбой оказывать содействие в сборе указанных материалов.
Комиссия включала в себя три отделения: литературное, художественное и фотографическое. Для выявления и описания подвигов русских солдат и офицеров члены комиссии регулярно выезжали на театры боевых действий. Кроме членов Комиссии, на фронт выезжали многие известные учёные, писатели, художники и фотографы, привлечённые Комиссией к сотрудничеству.

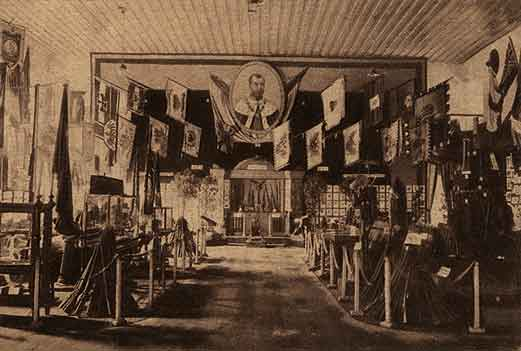
Общий вид выставки «Наши трофеи»

Летом 1915 года в Петрограде была устроена выставка «Наши трофеи», после которой Трофейной комиссии была поставлена новая задача — собирать материал и коллекции для предполагаемого к созданию в Ратных палатах Царского Села музея Великой войны.
В 1916 году эта комиссия напечатала четыре выпуска брошюр «Трофеи и герои великой народной войны».

## Комиссия для сбора и хранения трофеев настоящей войны
Приказом по военному ведомству от 22 июня 1916 года была образована в дополнение к уже существующей новая «Комиссия для сбора и хранения трофеев настоящей войны и увековечения её в памяти потомства»; её возглавил капитан 2-го ранга П. Белавенец, до этого трудившийся в прежней Комиссии.
В состав новой Комиссии вошли сборщики трофеев, военные чиновники, фотографы, заведующие хранилищами. По характеру своей работы обе комиссии фактически дублировали друг друга, за исключением того, что на вторую комиссию была возложена функция инспектирования тыловых складов на предмет выявления и учёта военных трофеев.
Отдельным указом императора Николая II на новую Комиссию также было возложено составление и издание Георгиевских памяток-таблиц героев Мировой войны:

…дабы подвиги этих героев сделались общим достоянием всего русского народа, не исчезли безвозвратно для потомства.

В каждую памятку планировалось включать фотографию героя, его краткую биографию с описанием подвига и, по возможности, рисунок его подвига. Всего Комиссией было напечатано 40 памяток, еще 82 было полностью подготовлено к печати.
Большую известность получили рисунки и картины Н. С. Самокиша, фотоработы штабс-капитана Корсакова легли в основу популярного многотомного издания «Иллюстрированная летопись Великой войны».

## Объединение комиссий и её преобразование
Летом 1917 года обе комиссии были объединены в одну и продолжали свою деятельность до конца 1918 года.
Приказом Реввоенсовета № 443 от 24 декабря 1918 года Трофейная комиссия была преобразована в «Комиссию по организации и устройству Народного военно-исторического музея войны 1914—1918 годов». В неё входили четыре отдела: литературно-документальный, художественно-фотографический, артиллерийско-технический и интендантско-санитарный; весной 1919 года в состав был добавлен знаменный отдел.

## Упразднение комиссии и судьба её коллекции
30 мая 1919 года Малый Совет народных комиссаров постановил упразднить Трофейную комиссию, а все её материалы и коллекции передать в Наркомпрос и закрепить за военной секцией отдела по делам музеев и охране памятников искусства и старины.
Процесс передачи имущества происходил с августа по ноябрь 1919 года. К этому времени объёмы собранных в Петрограде материалов составляли:
- в художественно-фотографическом отделе находилось около 3000 негативов снимков и примерно такое же количество отпечатков, а также значительное число рисунков и схем;
- в литературно-документальном отделе имелось более 1600 жизнеописаний героев, около 120 напечатанных или подготовленных к печати «Листков-памяток о героях войны»;
- большое количество трофейных знамён и материальных предметов, включая образцы вооружения и военной техники.

В дальнейшем большая часть коллекции была перевезена в Москву, где впоследствии вошла в состав Центрального музея Вооружённых сил. Другая же часть коллекции, в том числе большинство документов и фотоматериалов, поступила в Военно-историко-бытовой музей, существовавший в Ленинграде в 1927—1937 годах; после упразднения этого музея все его материалы были переданы в Артиллерийский музей.
Значительное число материалов хранилось в Киеве, Тифлисе и других городах и впоследствии эти материалы поступили в собрания местных музеев.